# Raphaël Frydman
Raphaël Frydman est un réalisateur français né en 1977.

## Biographie
Réalisateur de deux longs métrages de fiction, Raphaël Frydman a tourné également des films publicitaires, des documentaires et des courts métrages.

## Filmographie

### Courts métrages
- 2003 : K.o.
- 2004 : La Mission Priviet[2]
- 2004 : La Légion étrange[3]

### Longs métrages
- 2001 : Adieu Babylone
- 2014 : N'importe qui

### Assistant réalisateur
- 1998 : L'École de la chair de Benoît Jacquot